# (1752) van Herk
(1752) van Herk ist ein Asteroid des Hauptgürtels, der am 16. September 1930 vom niederländischen Astronomen Hendrik van Gent in Johannesburg entdeckt wurde. 
Der Asteroid wurde nach dem niederländischen Astronomen Gijsbert van Herk benannt, der mit zwei Kollegen die Geschichte der Leidener Sternwarte niederschrieb.